# Hryhorij Chomyschyn

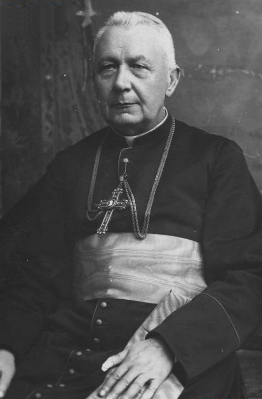
Sel. Bischof Hryhorij Chomyschyn

Hryhorij Chomyschyn (ukrainisch Григорій Хомишин, polnisch Grzegorz Chomyszyn; * 25. März 1867 in Hadynkiwzi, Österreich-Ungarn, heute Ukraine; † 17. Januar 1947 in Kiew) war Bischof der Ukrainischen Griechisch-Katholischen Kirche der Erzeparchie Stanislau  und wurde am 27. Juni 2001 von Papst Johannes Paul II. zum Märtyrer und Seligen proklamiert.

## Leben
Hryhorij Chomyschyn war der Sohn griechischer Eltern und wurde am 18. November 1893 zum Priester geweiht. Sein Aufbaustudium in Theologie absolvierte er von 1894 bis 1899 an der Katholisch-Theologischen Fakultät der Universität Wien und wurde 1902 zum Rektor des Priesterseminars der Erzeparchie Lemberg berufen.
Am 6. Mai 1904 wurde er zum Bischof von Stanislau, der heutigen Erzeparchie Iwano-Frankiwsk, ernannt und am 19. Juni 1904 zum Bischof geweiht. Sein Konsekrator war Erzbischof Andrej Scheptyzkyj OSBM (ukrainische Erzeparchie Lemberg). Als Mitkonsekratoren assistierten Erzbischof Józef Bilczewski (Erzbistum Lemberg), Erzbischof Józef Teofil Teodorowicz (armenische Erzeparchie Lemberg) und Bischof Konstantyn Czechowicz (ruthenische Eparchie Przemysl).

## Weihen
- Er spendete Symeon Lukatsch die Priesterweihe und konsekrierte ihn zum „Geheimbischof“.
- Als Hauptkonsekrator weihte er zum Bischof: Mykolaj Tscharnezkyj CSsR, Grygory Balahurak[2] OSBM (Weihbischof in Stanislau), Iwan Slesjuk[3] (Koadjutorbischof von Stanislau) und Stefan Waprowytsch[4] (Bischof).
- Er assistierte als Mitkonsekrator bei: Soter Stephen Ortynsky de Labetz OSBM (Apostolischer Exarch der Vereinigten Staaten), Nicetas Budka (Apostolischer Exarch von Kanada) und Giovanni Latyševskyj (Weihbischof in Stanislau).

## Martyrium und Seligsprechung
Aus Anlass seiner Hirtenbriefe und dem Eintreten für die Einheit der katholischen Ostkirchen wurde er nach der Besetzung der Ukraine durch die Sowjets verfolgt. Er floh 1914 nach Wien und kehrt zwei Jahre später zurück. In seinem Bistum führte er den Gregorianischen Kalender ein, er ernannte in seinem Bistum den byzantinischen Ritus nach der griechisch-katholischen Kirche als gültig und führte 1921 den Zölibat für die Priester ein. Politisch polarisierte er mit der von ihm geleiteten „Ukrainischen Katholischen Volkspartei“, die in seiner Diözese hohe Wahlergebnisse erreichte. Bischof Chomyschyn wurde 1939 von der Geheimpolizei der UdSSR, dem NKWD, arrestiert, gefoltert und verhört. 1945 verschleppte man ihn in das Lukjaniwska-Gefängnis nach Kiew, in dem er auch an den Folgen der Qualen und Leiden am 17. Januar 1947 verstarb. Er wurde am 27. Juni 2001, gemeinsam mit vierundzwanzig weiteren ehrwürdigen Dienern und Dienerinnen Gottes, von Papst Johannes Paul II. zum Märtyrer und Seligen erklärt.